# Hôtel de Sagey d'Arros
 (novembre 2020).
L’hôtel de Sagey d'Arros est un hôtel particulier situé à Ornans, dans le département français du Doubs.

## Histoire
Ce bâtiment fait l’objet d’une inscription au titre des monuments historiques depuis le 5 septembre 1979.
La construction se situe dans la deuxième moitié du XVIIIe siècle : il n'est pas dessiné sur le plan de la ville d'Ornans de 1753, et une plaque de cheminée à l'intérieur, dans l'ancienne cuisine porte la date de 1774.
Cet hôtel particulier a été construit pour le couple de personnages suivant  :
- Claude Michel Judith de SAGEY, fils de Antoine Adrien de SAGEY, et de Jeanne Françoise de CECILE. Né à Ornans en septembre 1725, décédé à Ornans le 15 germinal an IX, officier au régiment d'Enghien, reçu chevalier de l'ordre de St Georges le 25 avril 1768.Il était Chevalier, seigneur de Naisey et Pierrefontaine. Il épouse à St Gorgon le 10 février 1755 :
- Anne Catherine Marguerite Louise d'ARROS, fille de Jean Armand, Comte d'Arros, Baron de Vivens, Chevalier de St Louis, lieutenant général des armées du Roy, seigneur de Marly, la Mothe et Blénod-lès-Pont-à-Mousson; et de Catherine de Pillement de Russange. Elle est née à Metz (st victor) le 19 septembre 1725, et décédée à Ornans le 1 pluviose an IX.

La famille de SAGEY, appartient à la noblesse d'armes, elle est originaire de Sagy en Bresse louhannaise, connue depuis Guillaume en 1269, et fixée en Franche-Comté depuis Philippe Ier en 1322.
Elle porte; d'azur à la croix ancrée d'or.
La famille d'ARROS, est originaire d'une des douze baronnies du Béarn, connue depuis Odde d'ARROS en 1097, cette lignée est installée à Metz depuis Jean d'ARROS en 1697.
Elle porte : d'or à une roue de gueule écartelée d'argent à trois chevrons d'azur.
La famille de CECILE, est originaire de Frasne-en-montagne, installée à Salins au XVIe siècle.
Elle porte : bandée de gueule et d'argent à six pièces.
La famille PILLEMENT de RUSSANGE est originaire de Lorraine, région de Lonwy et Vernay
Elle porte : d'azur à trois colombes d'argent tenantes dans leurs becs un rameau d'olivier du même.
Ce couple a six enfants qui naîtront vraisemblablement dans la maison :
- Hermand de SAGEY 1755-1831, qui suit
- Jeanne Baptiste Dorothée de SAGEY 1757-1802, chanoinesse du chapitre noble des dames de Poulangy
- Claude François Joseph Xavier de SAGEY 1759-1834, qui sera : vicaire général du Mans en 1777, évêque de St Claude en 1817, de Tulle en 1823 et chanoine de St Denis en 1824
- Jean Charles Joseph Colombe de SAGEY 1761-1763
- Simone Esther Xavière de SAGEY 1762-1764
- Louis Adrien François de SAGEY 1765-1780, chevalier de Malte

La propriété sera reprise par Jean Hermand François Xavier de SAGEY né le 10 novembre 1755, Il est seigneur de Pierrefontaine et Achicout en Artois, élève à l'école royale militaire, chevalier de la légion d'honneur, de St Lazare, de St Georges, il est fait vicomte par Louis XVI en 1784. Il épouse le 24 décembre 1780, Véronique Claudine Françoise de CHAFFOY, née le 28 novembre 1757 à Besançon. Après une carrière militaire et politique sous l'ancien régime, l'empire et la restauration, il meurt à Ornans le 4 juillet 1831.
La famille de CHAFFOY est originaire de Chaffoy connue depuis 1150. Ils étaient seigneurs de Munans et Sorans. Charles de CHAFFOY, père de Véronique, obtient en 1774 l'érection de ses deux terres, en baronnie.
Elle porte : losangé d'or et d'azur à la fasce d'argent.
Par malheur, ce couple n'a que quatre filles, appelées les quatre demoiselles de SAGEY, qui dit-on, ont égayé la grande et belle maison d'Ornans
- Julie Jeanne-Baptiste Charlotte de SAGEY née le 29 novembre 1781 à Ornans, qui épouse François TESTE, avocat et maire d'Ornans, le 18 juin 1799.et décède le 25 février 1861 à Ornans
- Delphine, née le 18 février 1783 à Ornans, qui épouse en 1883 Gabriel RICHARD de BOUSSIERES. Elle décède à Ornans le 14 février 1871.
- Pauline de SAGEY est née à Ornans le 22 janvier 1784 , dont un fils illégitime  : Charles Paul Gabriel SAGEY , ingénieur des Mines , marié avec Rose Henriette GOÜIN-MOISANT (issu de sa relation avec Claude-Antoine-Gabriel de Choiseul). Elle émigre en Allemagne, avec son oncle Joseph de SAGEY, prélat ayant refusé de prêter serment. Elle meurt à Paris le 14 décembre 1867.
- Esther de SAGEY est née à Ornans le 23 mars 1785. Elle épouse à Besançon le 31 octobre 1804 Louis Étienne Dulong de Rosnay, général de Napoléon, puis lieutenant général des gardes du corps du Roi. Ils ont de nombreux descendants. Elle décède à Paris le 24 juin 1837.

Avec ces quatre filles la survivance du nom de SAGEY s'éteint faute de descendance masculine. Le fils cadet, Claude (1811-1878), de François TESTE et Julie de SAGEY, est autorisé par décret de Napoléon III, en 1869, à relever le nom et les armes de SAGEY, et fonde la famille TESTE de SAGEY, encore représentée.
Propriétaires suivants :
- François Philibert MARLET, époux de Claude Françoise MANEGUE, notaire royal à Ornans de 1790 à 1838.

Il possède la maison jusqu'en 1838.
le "M" signe de cette famille est visible sur le fronton en fer forgé du portail du jardin.
Les MARLET comme beaucoup de familles bourgeoises d'Ornans portaient un blason : d'azur à trois merlettes d'argent
- de 1838 à 1845 : les trois fils du précédent, Adolphe François MARLET, Antoine François MARLET, Alphonse Bruno Jean Philibert MARLET.

Adolphe François MARLET (1815-1885), était licencié en droit, avocat. Il était l'ami de Gustave Courbet, celui-ci l'a représenté comme l'un des personnages de l'Enterrement à Ornans. Il fit aussi des études artistiques à Paris, et est auteur de différents ouvrages poétiques, historiques sur Ornans et la Franche-Comté.
Antoine François Marlet(1818-1858), rentier, tirant revenus d'un domaine de 41 hectares à Trepot. Il serait pour certains, aussi représenté à l'arrière de son frère sur le tableau "l'Enterrement à Ornans"
- de 1845 à 1847 : Alphonse Bruno Jean Philibert MARLET, propriétaire, sera le seul détenteur de la maison, ayant racheté la part de ses frères.
- à partir de 1847 : la propriété revient à Madame Hippolyte Monique Stéphanie BLANCHE, veuve du précédent, et ses deux fils :

Alphonse Étienne François Raoul MARLET, et Adolphe Eugène Hermand MARLET.
- Alphonse Étienne François Raoul MARLET, docteur en médecine, et son épouse Joséphine Bernardine CROS, la posséderont ensuite, et la vendront aux enchères en  1878.
- de 1878 à 1896 : Jean Baptiste Albert CORDIER, huissier des contributions à Lyon, acquéreur en 1878, et sa femme Marie Joséphine MOREL.

(le Dr j. Meynier dans son ouvrage : essai historique sur Ornans, intitule la maison : Maison Cordier.)
- de 1896 à 1898 : Marie Joséphine MOREL, veuve CORDIER, rentière à Lyon.
- de 1898 à 1905 : Joseph GALLOIS, médecin à Ornans, et son épouse Marie Joséphine Alicia DEBIEF
- de 1905 à 1963 : Marie Joséphine Alicia DEBIEF, veuve GALLOIS et ses enfants : Germaine Adélaïde GALLOIS épouse STARRS, vivant à Chicago

et Charles Augustin GALLOIS, docteur en médecine, ophtalmologiste à Besançon, et son épouse Denise, Marie, Émilie POULET.
- de 1963 à 1975 : Madame Germaine Adelaïde STARRS née GALLOIS et ses enfants, Madame Denise Marie Émilie POULET, veuve GALLOIS, et ses enfants.
- du 8 janvier 1975 au 7 septembre 1976 : Monsieur René FRANZI, résidant à Biarritz. Il réalisa de lourds travaux, dans le but de faire de cet Hôtel, un immeuble de rapport, par plusieurs appartements à louer.
- depuis le 7 septembre 1976 : Monsieur le Docteur, et Madame Jean-Marie SAGUET, venant de Reims.

Un cabinet médical a été ouvert au rez-de-chaussée du bâtiment sur rue, de novembre 1976 à septembre 2011.
Depuis 1976, de nombreux travaux de restauration ont été réalisés.

## Localisation
L'hôtel est situé au 12 place Courbet à ORNANS, sur la rue principale, ou l'ancienne route qui reliait Besançon à Vuillafans.
Il esl limité à l'arrière par la rue de la Plante, et le tracé de l'ancienne voie ferrée l'Hôpital du Grosbois-Lods, avec son viaduc.

## Architecture
L'Hôtel particulier, construit à la place de plus petites maisons préexistantes, entre rue et jardin, est composé de trois bâtiments successifs séparés par deux cours intérieures.
Les deux premiers bâtiments sont reliés par un escalier à double volée, les desservant. la partie inférieure de l'escalier, en pierre, est garnie d'une rampe en fer forgée, la partie supérieure de l'escalier, en bois, possède une rampe de balustres de bois peints.Une deuxième descente de pierre du côté droit de la cour, semble avoir existé, et a du disparaître au cours des siècles, vraisemblablement par vente. 
Les deuxième et troisième bâtiments sont reliés par un passage couvert et un escalier plus simple.
Les façades sur rue et sur cour, à travées régulières, sont percées d'ouvertures cintrées en arc surbaissé. Elles sont décorées d'agrafes sur la façade sur rue. Le portail est également cintré, entouré de pierres moulurées, comme les fenêtres, avec également une agrafe. Son fronton de bois est à médaillon.
Les toitures sont en petites tuiles plates, restaurées depuis 1981 par tranches successives, par anciennes tuiles locales de la Combe de Punay, et tuiles neuves de Bourgogne. La presque totalité des cheminées extérieures sur toiture a été conservée.
L'entrée du jardin en arrière est limitée par une grille surmontant un mur et une porte en fer forgé entourée de deux colonnes de pierre.le Jardin, clos de murs (murs de pierres sèches à l'origine), avec escalier de pierre médian, est en terrasse sur quatre niveaux, les niveaux inférieurs horizontaux, la plus haute terrasse en pente.
Il existe un puits dans le jardin, alimenté par une résurgence, comme la plupart des maisons de la rue. Ce puits alimentait la maison en eau courante, par d'anciennes conduites de plomb, avant l'adduction d'eau communale.
La maison avait une vocation viticole, la vallée de la Loue était plantée de vignes sur ses coteaux jusqu'au début du XXe siècle.
Hermand de Sagey possédait deux hectares et demi de vignes à Ornans (certainement sur le coteau derrière la maison) et Montgesoye. La pierre de pressoir est encore visible dans la cave cellier du deuxième bâtiment. Il existait une écurie pour les chevaux dans le troisième bâtiment; on y voit encore la mangeoire. Au-dessus de L'écurie était le grenier à foin et le logement du personnel. Un pigeonnier est situé dans les combles du deuxième bâtiment, avec une ouverture dans le toit, fermée lors de la réfection de 1981.
Les boiseries du décor intérieur sont de style Louis XV en majeure partie et Louis XVI a minima.

## Sources
- Arrêté du 5 juillet 1979, portant inscription au titre des Monuments Historiques de l'Hôtel de Sagey d'Arros situé 12 place Courbet à Ornans
- Ascendants des quatre Demoiselles de Sagey par Jean Dulong de Rosnay
- Les barons d'Arros par Jacques Znamensky
- Grands notables du premier Empire de Claude-Isabelle Brelot
- Essai historique sur Ornans par Dr J. Meynier
- Ornans à l'Enterrement Musée Départemental-Maison Natale Gustave Courbet à Ornans
- Notice sur M. Marlet, associé correspondant, par M.Pingaud
- Les Francs-Comtois de la Révolution 1789-1795 par J-M Thiebaud
- Renseignements sur la Famille Gallois, aimablement fournis par M. Jean-Marie Gallois
- Acte de vente du 8 janvier 1975
- Acte de vente du 7 septembre 1976
- Autour des Fernet et des Cambronne , par François de Boisdeffre & Henri Fernet